# Дольний Кубін
До́льний Ку́бін (словац. Dolný Kubín), також нім. Unterkubin, угор. Alsókubin) — місто в Словаччині, що лежить на річці Орава в долині між гірськими масивами Мала Фатра, Оравська-Магура та Хочске-Врхі. Населення — 18 095 осіб.

## Розташування
Місто розташувалося на півночі Словаччини. Воно лежить на річці Орава в долині між гірськими масивами Мала Фатра, Оравська Магура та Хочські Врхи. Протікають Ясеновський потік;  Єлшава і Леготський потік.

## Історія

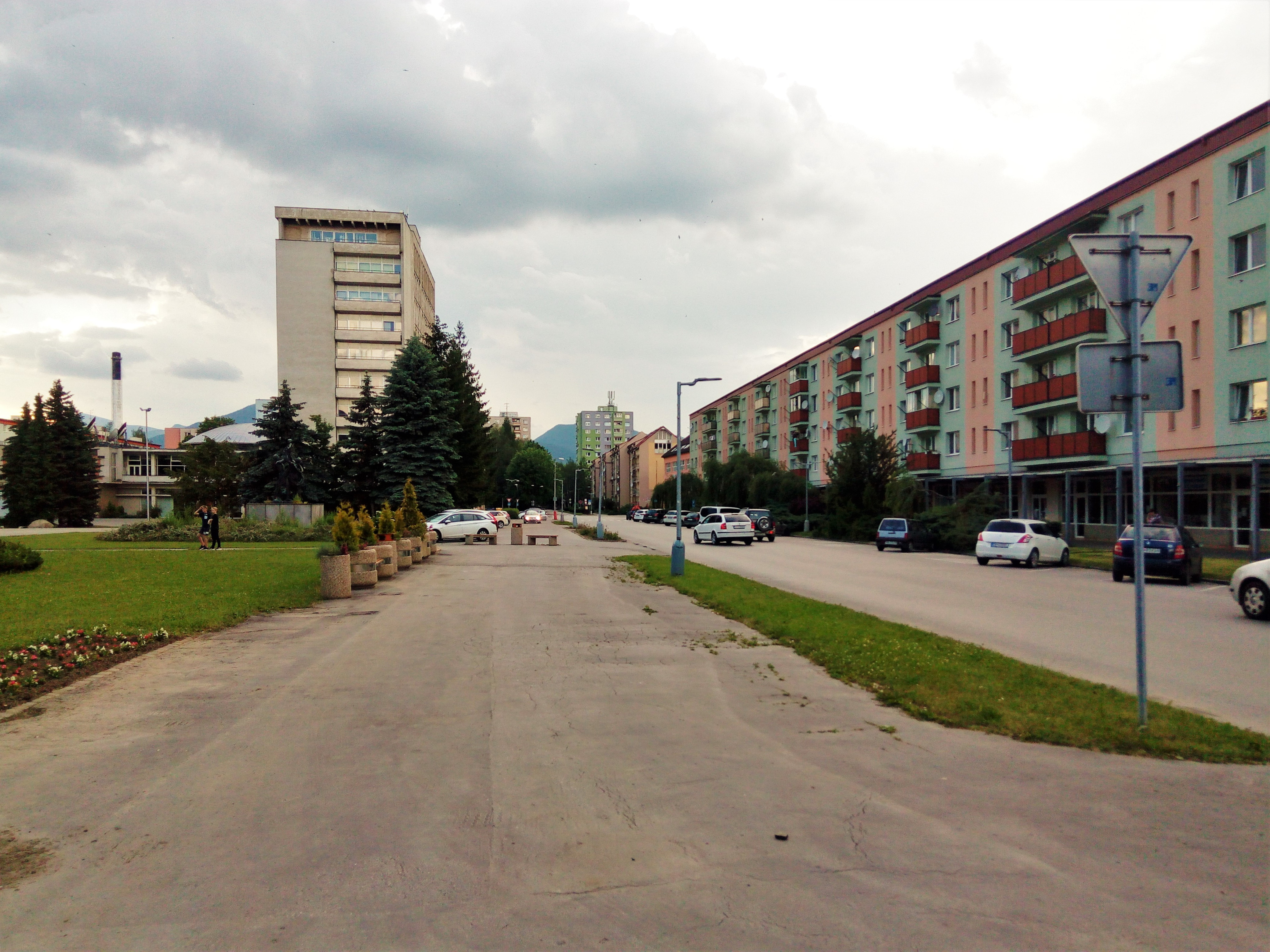
Площа Свободи у Дольному Кубіні

Дольний Кубін вперше згадано 1314 року як невелике ремісничо-хліборобське поселення. 1604 року Дольний Кубін спалили гайдуки. 1632 року Дольний Кубін став містом.
1683 року в Дольному Кубині ненадовго зупинилося військо союзника — польського короля Яна III Собеського, який вів свої війська до Відня. Проте перебування дружнього війська мало для Дольного Кубина жахливі наслідки — місто було розграбовано.
1712 року Дольний Кубін став центром Орави (історичної області в Словаччині).
1960 року почалася індустріалізація міста та його бурхливий розвиток.

## Населення
| Рік:            | 1993   | 2003    | 2013    | 2023    |
| --------------- | ------ | ------- | ------- | ------- |
| Кількість осіб: | 19 697 | 19 855  | 19 424  | 17 600  |
| Різниця:        |        | +0,80 % | -2,17 % | -9,39 % |

| Рік:            | 2022   | 2023    |
| --------------- | ------ | ------- |
| Кількість осіб: | 17 720 | 17 600  |
| Різниця:        |        | -0,67 % |

2001 року в Дольному Кубіні було 19948 мешканців. Для порівняння: 1857 року тут мешкало всього 1486 чоловік: 1900 року — 1667; 1919 року — 1735 чоловік.

## Культура та туризм
Дольний Кубін славиться гірськолижним туризмом. Поряд з містом знаходиться Оравський Град. Місто є кандидатом на те, щоб бути проголошеним культурною столицею Європи 2013 року.
Театр
- Місцевий культурний центр (Площа Свободи, буд. 1)

Музеї
- Оравська галерея (Площа Гвездослава, 11)
- Бібліотека Чапла — частина Оравського музею ім. Павла Орсага Гвездослава (Площа Гвездослава, буд. 7)
- Флоринів будинок — експозиція Оравського музею ім. Павла Орсага Гвездослава (Сад Когути)
- Бібліотека — Оравська бібліотека Антона Габовштяка (вул. Самуеля Новака, д. 1763/2)

Кінотеатри
- Кінотеатр Хоч (Площа Гвіздослава)

## Міста-партнери

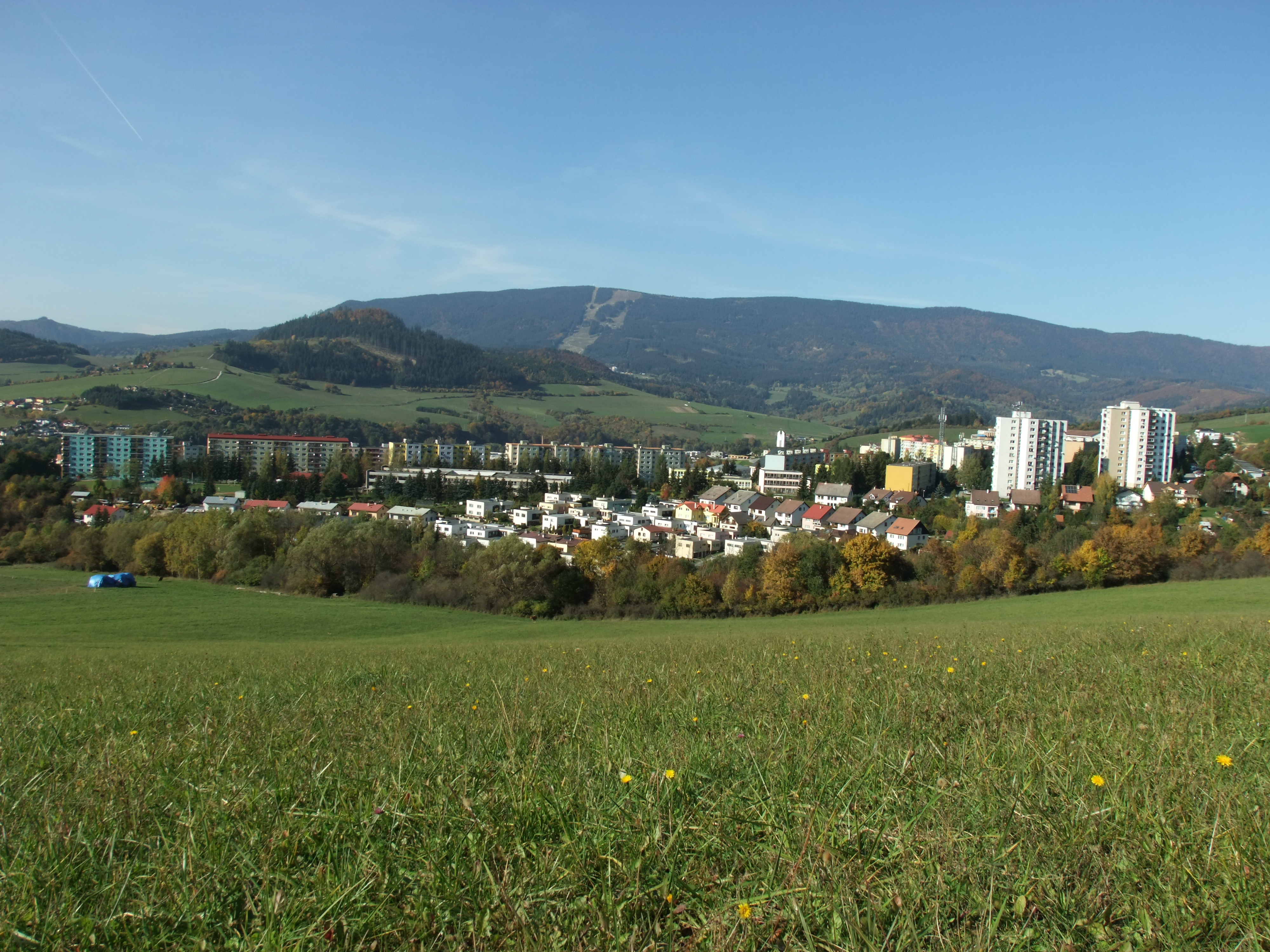
Дольний Кубін

17—18 червня 2004 року офіційна делегація Дольного Кубіна перебувала в Кам'янці-Подільському. 18 червня 2004 року договір про побратимство й співпрацю підписали мер міста Дольний Кубін Любомир Блага й міський голова Кам'янця-Подільського Олександр Мазурчак. Намічено основні напрямки співпраці: спорт і молодіжні програми, культура, фольклор, комерційна діяльність, наука й освіта, стажування фахівців і робітників, розвиток туризму, охорона здоров'я та соціальна сфера, місцеве самоврядування, охорона довкілля.

## Персоналії
- Янко Матушка (1821—1877) — словацький поет, письменник, журналіст, автор гімну Словаччини.